# Arisztid
Az Arisztid férfinév a görög Arisztideisz latin formájának, az Aristidesnek a rövidüléséből származik. Jelentése: nemes származású.

## Képzett nevek
- Árisz:[1] az olasz Aris névből származik, ami több görög eredetű név (Aristarco, Aristotele, Aristide) rövidülése.[2]

## Gyakorisága
Az 1990-es években az Arisztid és az Árisz egyaránt szórványosan fordult elő, a 2000-es években nem szerepelnek a 100 leggyakoribb férfinév között.

## Névnapok
Arisztis, Árisz: április 27., augusztus 31.

## Híres Arisztidek, Áriszok
- Atkáry Arisztid a Szabad Európa Rádió titkos informátora
- Dessewffy Arisztid honvéd tábornok, az aradi vértanúk egyike
- Arisztid – viccfigura az 1930-as évekből (Arisztid és Tasziló illetve Arisztid és Agenor viccek)
- Würtzler Arisztid (Aristid von Wurtzler) magyar emigráns hárfaművész, zeneszerző, a New York Harp Ensemble alapítója